# Amaxia erythrophleps
Amaxia erythrophleps là một loài bướm đêm thuộc phân họ Arctiinae, họ Erebidae.